# Georg Clam-Martinic
Georg Clam-Martinic (23. února 1908, Krakov – 7. ledna 2000, Klam) byl příslušník česko-rakouského šlechtického rodu Clam-Martiniců, inženýr a podnikatel. Věnoval se rovněž péči o hradní památky a napsal o nich několik knih.

## Život

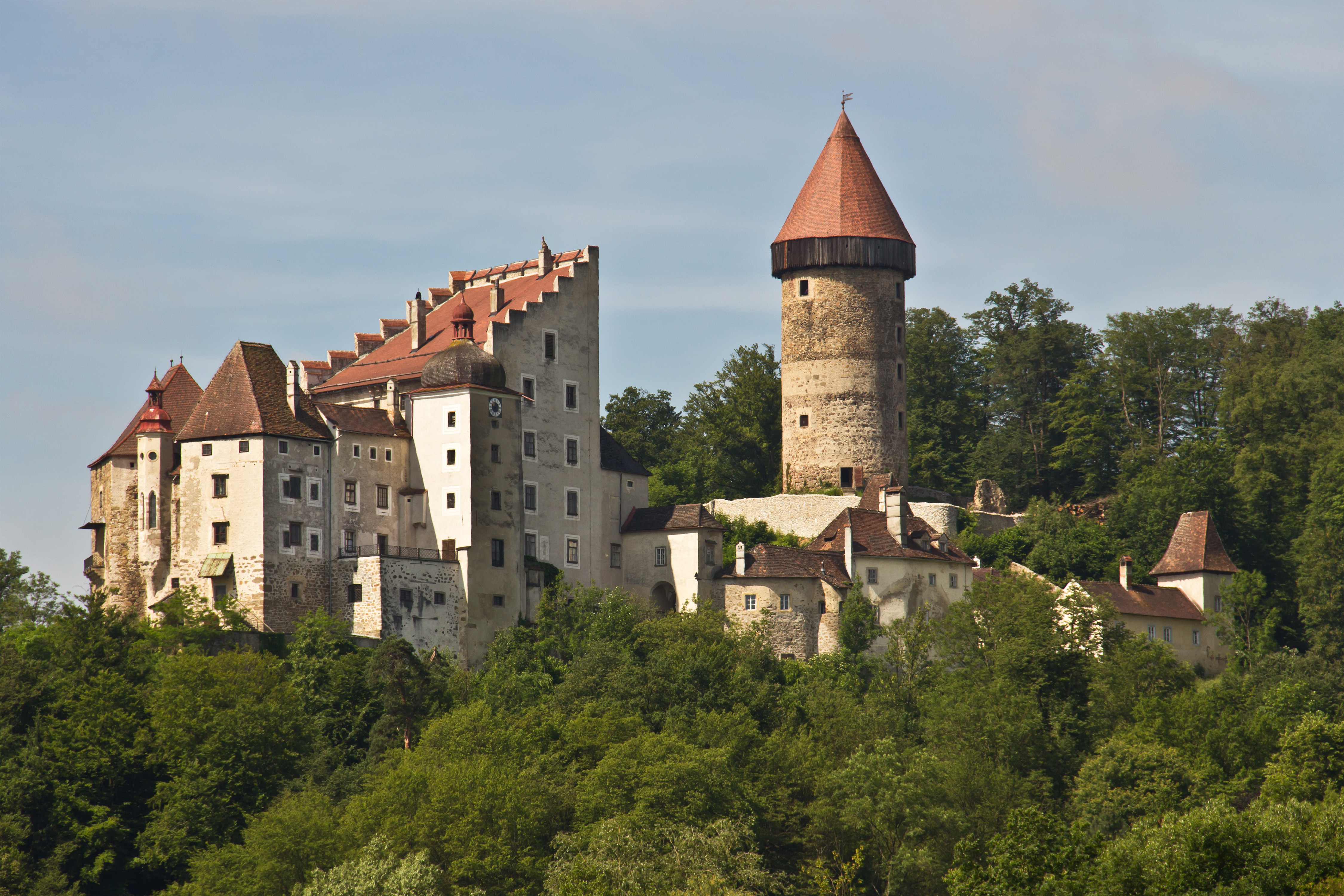
Hrad Clam

Pocházel z českého šlechtického rodu Clam-Martiniců, do roku 1919 používal titul hrabě. Jeho rodiči byli Gotfried Clam-Martinic a jeho žena Sophie von Stockau. Vystudoval vysokou školu zemědělskou ve Vídni (Hochschule für Bodenkultur) a získal zde inženýrský titul.
V roce 1923 nechal jeho adoptivní otec (Georg byl jeho synovcem) zřídit ve strži pod hradem Clam, jejich rodinným sídlem, malou vodní elektrárnu. Georg Clam-Martinic na jeho aktivitu navázal a o čtyřicet let později, v roce 1963, postavil další vodní elektrárnu v jižní části tohoto údolí.
V roce 1955 založil Rakouský spolek majitelů hradů (Österreichischer Burgenverein), do roku 1976 stál v jeho čele. V této funkci vystupoval také jako poradce rakouského památkového úřadu.

## Dílo
- Burgmuseum Clam: Strindberg-Ausstellung, in: Oberösterreichischer Kulturbericht, Linz 1978.
- Funktion von Burg und Schloss heute, in: Siegert, Heinz, Adel in Österreich, Wien 1971, s. 148–171.
- Porzellan-Neuerwerbungen auf Burg Clam (Oberösterreich), in: Arx: Burgen und Schlösser in Bayern, Österreich und Südtirol 13, 1991, Heft 2, s. 65–66.
- Österreichisches Burgenlexikon, Landesverlag Linz 1991/1994. ISBN 3-85214-559-7
- Burgen und Schlösser in Österreich, Tosa-Verlag, Wien 1996.